# 大芝亮
大芝 亮（おおしば りょう、1954年 - ）は、日本の国際政治学者。専門は国際機構論。一橋大学名誉教授、広島市立大学広島平和研究所所長。イェール大学政治学博士（Ph.D.）。
国立大学法人一橋大学理事・副学長、青山学院大学国際交流センター所長、日本国際政治学会理事長を歴任。

## 人物
計量分析の手法を用いた国際機構の分析などで知られている。
鹿児島大学准教授の大芝周子は子。
2004年一橋大における21世紀COEプログラム「ヨーロッパの革新的研究拠点」拠点副代表に就任。
指導学生に秋山信将（一橋大学教授）、金ゼンマ（明治大学教授等）。

### 略歴
- 1954年兵庫県生まれ
- 1972年六甲高等学校卒業
- 1976年一橋大学法学部卒業（細谷千博ゼミナール）
- 一橋大学大学院法学研究科修士課程 修了
- 1983年一橋大学大学院法学研究科博士課程 退学
- 1985年上智大学法学部助教授 就任
- 1987年一橋大学法学部助教授 就任
- 1989年イェール大学より政治学博士（Ph.D.）の学位を取得
- 1994年一橋大学法学部教授 昇格
- 1999年一橋大学大学院法学研究科教授 就任
- 2008年一橋大学大学院法学研究科長・法学部長 兼 一橋大学日本法国際研究教育センター長 就任
- 2010年国立大学法人一橋大学理事・副学長（総務､研究、国際交流担当）
- 2012年一橋大学国際共同研究センター長
- 2015年一橋大学定年退職、青山学院大学国際政治経済学部教授
- 2016年 青山学院大学国際交流センター所長[3]
- 2017年 一橋大学名誉教授[4]
- 2018年 広島市立大学広島平和研究所所長、広島市立大学大学院平和学研究科長[5]

この間、国立民族学博物館地域研客員教授、財団法人地球産業文化研究所研究委員会委員長等を務める他、早稲田大学政治経済学部、多摩大学、島根県立大学等でも教鞭をとる。

### 学会活動
- 2004年から2006年まで日本国際政治学会理事長
- 日本国際連合学会理事兼編集委員
- 日本学術会議連携会員
- 日本平和学会理事[6]

### 社会的活動
- EUインスティテュート東京コンソーシアム理事[7]
- Friends of the Earth Japan理事
- 公益財団法人一橋大学後援会評議員[8]
- 社会的責任に関する円卓会議運営委員[9]
- 模擬国連会議全米大会派遣事業顧問[10]
- 独立行政法人大学評価・学位授与機構学位審査委員[11]
- 広島県・総合研究開発機構平和政策研究会委員[12]

## 著書

### 単著
- 『国際組織の政治経済学 - 冷戦後の国際関係の枠組み』（有斐閣, 1994年）
- 『国際政治理論 - パズル・概念・解釈』（ミネルヴァ書房, 2016年）

### 共著
- （野林健・納家政嗣・長尾悟）『国際政治経済学・入門』（有斐閣, 1996年）
- （野林健・納家政嗣・山田敦・長尾悟）『国際政治経済学・入門［新版］』（有斐閣, 2003年／第3版, 2007年）

### 編著
- 『国際政治学入門』（ミネルヴァ書房, 2008年）
- 『ヨーロッパがつくる国際秩序』（ミネルヴァ書房, 2014年）

### 共編著
- （滝田賢治）『国際政治経済資料集』（有信堂, 1999年／第2版, 2003年）
- （大津留（北川）智恵子）『アメリカが語る民主主義 - その普遍性、特異性、相互浸透性』（ミネルヴァ書房, 2000年）
- （大津留（北川）智恵子）『アメリカのナショナリズムと市民像 - グローバル時代の視点から』（ミネルヴァ書房, 2003年）
- （細谷千博・入江昭）『記憶としてのパールハーバー』（ミネルヴァ書房, 2004年）
- （横田洋三・久保文明・総合研究開発機構）『グローバル・ガバナンス -「新たな脅威」と国連・アメリカ』（日本経済評論社, 2006年）
- （藤原帰一・山田哲也）『平和政策』（有斐閣, 2006年）
- （山内進）『衝突と和解のヨーロッパ - ユーロ・グローバリズムの挑戦』（ミネルヴァ書房, 2007年）
- （明石康・高須幸雄・野村彰男・秋山信将）『オーラルヒストリー日本と国連の50年』（ミネルヴァ書房, 2008年）
- （滝田賢治）『国際政治経済 -「グローバル・イシュー」の解説と資料』（有信堂, 2008年）
- （古城佳子・石田淳）『日本の国際政治学(2)国境なき国際政治』（有斐閣, 2009年）
- （藤原帰一・山田哲也）『平和構築・入門』（有斐閣, 2011年）
- （松本悟）『NGOから見た世界銀行 - 市民社会と国際機構のはざま』（ミネルヴァ書房, 2013年）
- （滝田賢治・都留康子）『国際関係学 - 地球社会を理解するために』（有信堂高文社, 初版2015, 第2版2017年, 第3版2021年, 第3版補訂版, 2023年）
- （秋山信将・大林一広・山田敦）『パワーから読み解くグローバル・ガバナンス論』（有斐閣, 2018年）